# Német Kommunista Párt
Figyelem! A Német Kommunista Párt (DKP) egy 1968-2005 között. Nem összekeverendő Németország Kommunista Pártjával (KPD), amely 1918-1956 között létezett.
A Német Kommunista Párt (németül Deutsche Kommunistische Partei – DKP) párt a volt NSZK-ban és Németországban.
1968. szeptember 26-án alapították Essenben, hogy betöltse a politikai űrt az 1956-ban betiltott Németország Kommunista Pártja (KPD) helyén. Tagjai jórészt a Parlamenten Kívüli Ellenzék, az Ausserparlamentarische Opposition mozgalomból kerültek ki. A párt nem tudott megerősödni Németországban és sohasem szerzett többet szövetségi választáson 0,3%-nál. Sok tag a német újraegyesítés után elhagyta a pártot és a PDS-hez, a keletnémet állampárt utódjához csatlakozott. A 2005-ös szövetségi választásokon a DKP a Baloldali Pártot, a PDS utódját támogatta. A párt címe: 45127 Essen, Hoffnungsstrasse 18.

## Média
A pártnak hetente megjelenik egy lapja Essenben, amelynek címe Unsere Zeit (Mi időnk). Minden második hónapban egy másik lapot bocsátanak ki. Ez a lap a Marxista Lapok (Marxistische Blätter), amely teóriákat tartalmaz.
A két lapon kívül még számos helyi lapja is van a pártnak: Brémában a Bremer Rundschau, Hannoverben a Hannoveri Néplap (Hannoversche Volksblatt), Münchenben a Linksblick.

## Vezetői
| Név | Név                       | Hivatal kezdete | Hivatal vége | Megjegyzés                                    |
| --- | ------------------------- | --------------- | ------------ | --------------------------------------------- |
|     | Kurt Bachmann (1909-1997) | 1969            | 1973         |                                               |
|     | Herbert Mies (1929-2017)  | 1973            | 1990         |                                               |
|     | Heinz Stehr (1946-)       | 1990            | 2010         | 1990–1996 között Ideiglenesen megbízott elnök |
|     | Bettina Jürgensen (1954-) | 2010            | 2013         |                                               |
|     | Patrik Köbele (1962-)     | 2013            | hivatalban   |                                               |

## Lásd még
- Pártok Németországban